# MS Almak
Almak – francuski statek szkolny, przeznaczony głównie do szkolenia kadr dla flot wojennych krajów arabskich i afrykańskich.

## Okoliczności powstania
Francuskie firmy produkujące broń muszą zapewnić szkolenie jej obsługi. Ponadto, Francja stara się szkolić wojskowych ze swoich byłych kolonii, aby podtrzymać z nimi więź. Oferuje także szkolenia dla sił wojskowych innych państw (w tym arabskich), rozwijając współpracę z elitami tych krajów. W celu wspierania przemysłu obronnego powołano w 1972 Défense conseil international (DCI), podległą Ministerstwu Obrony. Do zadań DCI należy organizowanie szkoleń dla zagranicznego personelu. 
Na początku XXI w. flota jednostek szkolnych Marine nationale stała się przestarzała, a warunki bytowe kadetów nie odpowiadają dzisiejszym standardom. Z powodów finansowych budowa nowych jednostek napotyka przeszkody. W tej sytuacji studenci z bogatych krajów mogą preferować oferty innych państw.
Aby unowocześnić ofertę szkoleniową, DCI podjęła decyzję o budowie nowego statku, eksploatowanego przez cywilną spółkę navOcean, którą powołano wspólnie ze stocznią Piriou w 2012. Stocznia Piriou w Concarneau zbudowała jednostkę MTS 44 (Maritime Training Ship, o długości 44 m) w 2013.

## Opis jednostki
Statek o długości 44,0 m i szerokości 9,6 m ma stalowy kadłub i aluminiową nadbudówkę, zwieńczoną mostkiem zapewniającym widoczność dookoła widnokręgu. 
Za mostkiem, a przed kominami, jest pokład łodziowy, gdzie znajduje się żurawik szybkiej łodzi ratowniczej oraz żuraw pokładowy o udźwigu 1,6 t i wysięgu 7,8 m. Rufę zajmuje pokład roboczy. Można tam przyjmować ładunki opuszczane ze śmigłowca. Pokład może pomieścić standardowy kontener 20-stopowy, na przykład z komorą dekompresyjną.
Na pawęży rufowej zamocowana jest składana platforma ułatwiająca operowanie płetwonurkom.
Statek ma dwa silniki spalinowe, napędzające dwie śruby nastawne. Za każdą śrubą znajduje się ster. Na dziobie zainstalowano ster strumieniowy. Maksymalna prędkość jednostki to 12 węzłów. Przy prędkości ekonomicznej 10 węzłów zasięg wynosi 3600 mil morskich.
Załoga stała mieszka w jednoosobowych kajutach, dla kadetów przewidziane są kajuty dwuosobowe. Mesa kadetów jest jednocześnie salą lekcyjną. 

## Wyposażenie
Statek wyposażony jest w dwa radary nawigacyjne, podwójny system zobrazowania elektronicznej mapy i informacji nawigacyjnej (ECDIS), AIS oraz wyposażenie radiowe systemu GMDSS, pozwalające na żeglugę w rejonie A3.